# Lista de abunas da Etiópia
A Igreja Ortodoxa Etíope Tewahedo faz parte da Comunhão Ortodoxa Oriental, e lhe foi concedida a autocefalia por Cirilo VI, Papa da Igreja Copta Ortodoxa de Alexandria, em 1959, desde então um Patriarca-Católico da Etiópia, também com o título de Abuna, é o chefe da Igreja Ortodoxa Etíope de Tewahedo. O título oficial do Abuna é Patriarca e Católicos da Etiópia, Arcebispo de Axum e Ichege da Sé de São Tacla Haimanote.

## Bispos de Axum
- Abuna Selama I Quessatai Birã (São Frumêncio) (c. 305 – meados do séc. IV);
- Menas ou Elias;[1]
- Abraão (final do séc. IV - início do séc. V);
- Pedro;
- Abba Afse (final do séc. V - início do séc. VI);
- Cosme (fl. início do séc. VI);
- Euprépio (fl. início do séc. VI).
- Vago (c. 537–562).[2]

## Arcebispos metropolitanos de Axum e Toda a Etiópia
Coptas geralmente enviados para a Etiópia do Egito.
- Cirilo (c. 620 - meados do séc. VII);

- Basílio (1951–1959) - Torna-se primaz da Etiópia (1950) e depois patriarca (1959).

Em 13 de julho de 1948, as Igrejas copta e etíope chegaram a um acordo que levou à elevação da Igreja Ortodoxa Etíope Tewahedo à categoria de Igreja autônoma; permitindo ao arcebispo de Toda a Etiópia consagrar seus próprios bispos e metropolitas para a Igreja etíope e formar um Santo Sínodo local. O arcebispo, no entanto, é consagrado pelo Papa de Alexandria junto com os membros do Santo Sínodo da Igreja Ortodoxa Etíope Tewahedo.

## Patriarcas-católicos de Toda a Etiópia
Em 1959, a Igreja Ortodoxa Copta concedeu autocefalia à Igreja Ortodoxa Etíope Tewahedo, e elevou o arcebispo à dignidade patriarcal e foi entronizado com o título de: Patriarca e Re'ese Liqane Papasat Echege (Católico) da Igreja Ortodoxa Etíope Tewahedo. O título de Ichege (Supremo Abade) da Sé de St. Tekle Haymanot de Debre Libanos foi incluído no Patriarcado. O título de Ichege foi revivido e o título de Arcebispo de Axum foi adicionado aos títulos patriarcais em 2005, já que Axum foi a sé do primeiro bispo da Etiópia, São Frumêncio, e, portanto, a sé mais antiga da Igreja.
- Basílio (1959–1970) - Nascido em Mada Mikael como Gebre Giyorgis Wolde Tsadik. Reinou durante a tentativa de golpe de Estado na Etiópia em 1960 e na Conferência de Adis Abeba de 1965;[3]
- Teófilo (1971–1976) - Nascido em Debre Elias como Meliktu Jenbere. Deposto pelo Derg e executado por estrangulamento em 1979;[4][5]
- Tacla Haimanote (1976–1988) - Nascido em Begemder como Melaku Wolde Mikael;
- Mercúrio (1988–2022) - Nascido em Begemder como Ze-Libanos Fanta. Deposto pela EPRDF, que alegou que ele abdicou. Dirigiu a Igreja Ortodoxa Etíope no exílio de 1991 a 2018;[6][7]
- Paulo (1992–2012) - Nascido em Adwa como Gebremedhin Woldeyohannes. Reinado disputado por seguidores de Abune Mercúrio;
- Matias (2013–presente) - Nascido em Agame como Teklemariam Asrat. Reinado disputado por seguidores de Abune Mercúrio até 2018.[8][9][10]